# Gentiana scabra
Gentiana scabra es una especie de planta herbácea perteneciente a la familia (Gentianaceae), se encuentra en Corea y China y Japón. Florece en julio y agosto con flores de color azul o azul oscuro.

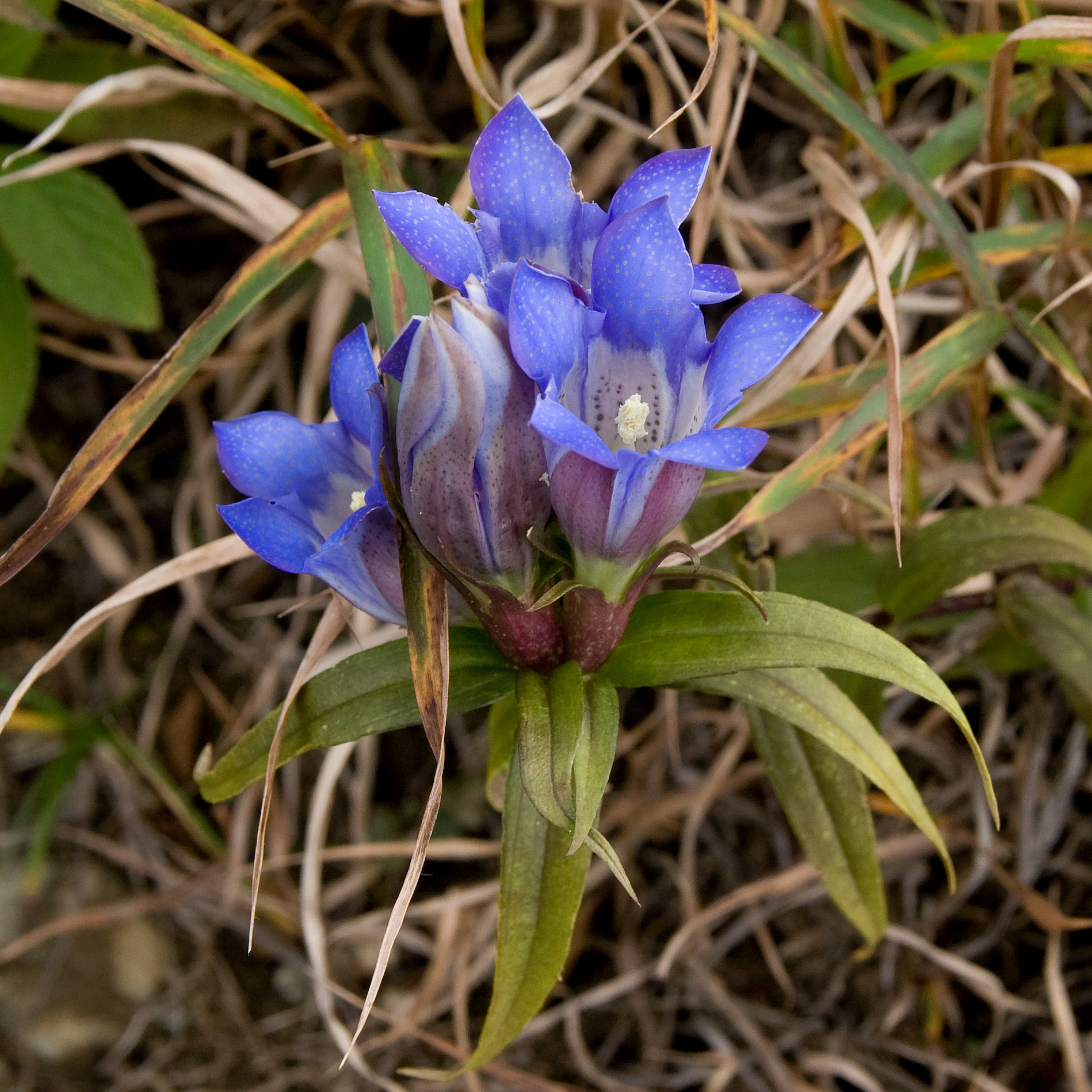
Detalle de la flor

## Descripción
Es una planta herbácea perenne con rizoma herbáceo, con pequeño tamaño, con varias tallos y numerosas raíces. Las hojas son ovado-lanceoladas con ápice agudo y con tres venas principales . Las flores son de color azul oscuro , tubulares - campanuladas. Se presentan en la parte superior del tallo en las hojas superiores . El fruto es una cápsula.

## Propiedades
Se utiliza como un tónico amargo en la Medicina tradicional china donde favorece las secreciones digestivas y trata una serie de enfermedades asociadas con el hígado.

## Taxonomía
Gentiana scabra fue descrita por  Alexander G. von Bunge y publicado en Mémoires de l'Académie Impériale des Sciences de Saint Pétersbourg, Septième Série (Sér. 7) 2: 543. 1835.
Etimología
Gentiana: Según Plinio el Viejo y Dioscórides, su nombre deriva del de Gentio, rey de Iliria en el siglo II a. C., a quien se atribuía el descubrimiento del valor curativo de la Gentiana lutea. El Banco de Albania ha recogido esta tradición: la Gentiana lutea está representada en el reverso del billete de 2000 lekë albaneses, emitido en 2008, en cuyo anverso figura el rey Gentio.
scabra: epíteto latíno que significa "rugosa".
Sinonimia
- Dasystephana scabra (Bunge) J.Sojak
- Dasystephana scabra (Bunge) Zuev
- Gentiana fortunei Hook.[6]